# 陳琬
陳琬（1445年—1501年），字仲廉，廣西桂林府全州人，民籍，明朝政治人物。

## 生平
廣西鄉試第五名舉人，成化十四年（1478年）中式戊戌科會試第九十五名，二甲第四十二名進士。授南京戶部主事，二十一年（1485年）十二月升通政使司右參議，二十二年（1486年）十月升左參議，二十三年（1487年）五月升右通政，同年九月明孝宗繼位後被論劾，弘治元年（1488年）丁母憂，服闋，四年（1491年）十一月起復原職，五年（1492年）五月升左通政，六年（1493年）丁父憂，賜其父祭葬，服闋，九年（1496年）起復原職，十一年（1498年）閏十一月升工部右侍郎，管易州山廠，曾上疏十項措施善用國家支出，十四年（1501年）五月二十一日卒於官，賜祭葬。

## 家族
曾祖陳民秀；祖父陳朴，貢士；父陳表。母蔣氏。具慶下。從弟陳瑤，成化八年進士。弟陳瑛子陳邦脩。